# Phauloppia saxicola
Phauloppia saxicola är en kvalsterart som beskrevs av Travé 1961. Phauloppia saxicola ingår i släktet Phauloppia och familjen Oribatulidae. Inga underarter finns listade i Catalogue of Life.